# Gobioides sagitta
Gobioides sagitta és una espècie de peix de la família dels gòbids i de l'ordre dels perciformes.

## Morfologia
- Els mascles poden assolir 50 cm de longitud total.
- Nombre de vèrtebres: 31.[4][5]

## Hàbitat
És un peix de clima tropical i demersal.

## Distribució geogràfica
Es troba a l'Atlàntic oriental: des del Senegal i Guinea Bissau (riu Mansoa) fins a la República del Congo (Pointe Noire) i les illes del golf de Guinea.

## Observacions
És inofensiu per als humans.